# Piliranova pilipes
Piliranova pilipes là một loài bọ cánh cứng trong họ Cerambycidae.